# Hirvijoki (vattendrag i Finland, Södra Österbotten)
Hirvijoki är ett vattendrag i Finland.   Det ligger i landskapet Södra Österbotten, i den centrala delen av landet, 300 km norr om huvudstaden Helsingfors.